# Волеговка
Волеговка — река в Свердловской области, приток Чусовой, впадает в неё справа в 274 км от устья. Длина реки 11 км. Истоки в городском округе Нижний Тагил, основное течение и устье в Шалинском городском округе. В устье реки — урочище Волегово, исчезнувшая деревня. На берегу Чусовой — камень Волегов.

## Данные водного реестра
По данным государственного водного реестра России, река относится к Камскому бассейновому округу, речной бассейн — Кама, подбассейн — Кама до Куйбышевского водохранилища (без бассейнов рек Белой и Вятки), водохозяйственный участок — Чусовая от города Ревды до в/п посёлка Кын.
Код объекта в государственном водном реестре — 10010100612111100010584